# 松浦亚弥
松浦亞彌（日语：／ Matsuura Aya */?，1986年6月25日—），暱稱Ayaya，出生於日本兵庫縣姬路市，前早安家族成員。愛好是指甲藝術及玩遊戲，擅長打網球。

## 出道過程

### 機緣
當時亞彌有一個非常要好的朋友是早安少女組的頭號歌迷。那位好友在大概2000年5月時，早安新單曲「快樂夏季婚禮」上市的首日就衝去唱片行搶購了CD，並在盒中發現一張「第四屆平家充代&早安少女組的師妹選拔試鏡會」的應徵注意事項暨申請書。
於是亞彌的好友問她：「妳要不要去試一試？」。這就是亞彌進入演藝圈的契機。 
其實亞彌班上的同學都沒料想過亞彌將來會成為一名歌手。因為亞彌從來沒有在別人面前說：「我要當歌手」或「我想進入演藝圈」等類似的話語，不過，因為亞彌平常愛搞笑，所以同學也都會開玩笑說：「亞彌將來一定會進吉本興業劇團！」。所以當她說要去參加試鏡會，還有發片的消息時，大家雖然吃驚卻也覺得這好像就是她會走的路。

### 寄信：早安初選賽
試鏡的條件是年齡在15至18歲的女性。 
指定曲則是早安少女組的「快樂夏季婚禮」及一首自選曲。甄選方式是把兩首由自己演唱的歌錄成錄音帶，並準備臉部正面照片、上半身照片、和全身照，寫好自傳及個人履歷表，寄到「『UPFRONT AGENCY』的FC部門─師妹試鏡會活動」。 
因為亞彌的母親過去也曾經想成為一名歌手，所以亞彌便在媽媽的鼓勵下，寄出了甄選資料。 
只是當時亞彌只有14歲，並不符合試鏡的年齡條件，但在淳君特別召開了評審會議特別推薦亞彌的情況下，讓她通過甄選。

### 試鏡：複選歌唱賽
通過了初選，因為6月就是第二階段徵選的面試，所以亞彌也加緊練習。由於在卡拉OK連兩次都得到滿分的成績，亞彌試鏡會自選曲決定唱濱崎步的「Far Away」。 
評審的審查方式並不是以歌唱得好不好為第一條件，除了這點之外，更要考慮唱歌時有沒有放進感情，讓自己的特色使歌曲更能充滿「張力」；而亞彌的歌聲就是這種很能把歌曲的味道傳給聽眾的人，她的「個人味道」，也就是存在感，正是評審們眼中最理想的明日之星。因為如此出眾的特色，亞彌終於成為早安家族的一員。 

### 出道：演員及歌手
剛出道時，早安家族的製作人淳君就先安排亞彌先演出迷你日劇「美‧少女日記」作為熱身；在電視播出時也令人為之眼睛一亮，清新自然彷彿鄰家女孩的形象受到廣大觀眾的喜愛。 
在隔年的2001年4月，亞彌推出第一張單曲「愛的伊媚兒」即進入公信榜前十名，對一個新人來說，是非常優異的成績，足見亞彌的偶像魅力；而後來連續五年推出的所有作品，也都進入公信榜週榜前十名。作品多變的曲風、以及亞彌能完美詮釋曲風的唱腔，也是她大受歡迎的原因之一。

## 暱稱
- あやや（Ayaya）：為一般廣為人知且具有代表性的暱稱。飯田圭織在東京電視台的音樂節目「MUSIX！」中命名的，起因於早安少女組的歌曲「恋のダンスサイト」間奏有段「アイヤイヤー」而命名為「あやや」。
- 亜弥ちゃん：大親友藤本美貴在早期稱呼為「あやぺー」，後為「亜弥ちゃん」，但若看到松浦凸槌時會很正經地稱呼「松浦さん」來調侃她。石川梨華、高橋愛等人也稱呼亞彌為「亜弥ちゃん」。
- 其他：里田まい、柴田あゆみ、大谷雅惠稱亞彌為「松っつん」，之後的限定團體DEF.DIVA成員安倍夏美與後藤真希稱亞彌為「まっつー」。

## 經歷
- 2000年，在「第四屆平家充代&早安少女組師妹選拔試鏡會」合格。
- 2000年10月分以迷你日劇「美．少女日記」初次露面。
- 2001年4月11日以一首「ドッキドキ! LOVEメール」正式出道成為歌手。
- 2002年5月14日，日本職棒大榮鷹隊與歐力士隊海外試合於台灣台北天母球場開打，松浦亞彌擔任特別來賓演唱日本國歌，並擔任開球打擊者，風靡全場，投手則是行政院長游錫堃。
- 2002年11月，與後藤真希，藤本美貴組成「ごまっとう」這個團體，也發行首張單曲「SHALL WE LOVE?」，團名是以三人的名字的第一個字而來的。
- 2004年10月，與後藤真希，安倍夏美組成後浦なつみ發行單曲恋愛戦隊シツレンジャー。
- 2005年與石川梨華、後藤真希、安倍夏美等三人組成「DEF.DIVA」，推出單曲「好きすぎて バカみたい」獲得公信榜冠軍。
- 2005年11月30日，參加在橫濱體育館的「Best Artists 2005」演出。和前早安少女組成員後藤真希、安倍夏美、石川梨華組成的DEF.DIVA組合同早安少女組同台先後演出，演唱曲目「好きすぎて バカみたい」（愛得像傻子一樣）；隨後早安少女組演唱「直感2～逃した魚は大きいぞ!～」（直覺2~漏網之魚比較大！）。很少見的少女組合前後成員同台演出。
- 2006年6月，宣布與藤本美貴組成GAM，演唱其主演的電影「スケバン刑事」的主題曲「Thanks!」。
- 2006年12月31日：在NHK的紅白歌合戰中，分別以個人身分「LOVE涙色」、後浦なつみ「戀愛戰隊」、GAM「Thanks!」共計3次的初登場，創下史上第4人的「第3次初登場」的紀錄。

## 特殊榮耀
- 第39屆Golden Arrow獎最優秀新人獎。（2001年）
- 第44回日本唱片大賞特別獎（Hello! Project）。
- 企業獎（愛的聖誕節）。 
  - ALL JAPAN點播獎「Golden點播獎」。
- 第35回日本有線大賞優秀獎。
- 第29屆廣播文化基金會演員獎。（2002年8月9日）
- 新幹線姬路站初發車紀念之一日站長（JR西日本）。（2003年10月1日）
- 擔任日本春季全國交通安全運動之警視廳丸內署一日署長。（2004年4月2日）
- 「2004 44th ACC CM FESTIVAL」廣告演技獎。（2004年11月1日）
- 2004年年度日本廣告好感度女性部門第一名。
- 2005年年度日本廣告好感度女性部門第二名。
- 「第16屆日本最佳珠寶形象獎」10代部門大賞。（2005年1月26日）
- 姬路市的石見利勝市長任命為「ひめじ觀光大使」。（2005年8月19日）
- 日本公信榜（Oricon）自出道單曲以來，單曲連續保持TOP10以內的紀錄保持者。（「ドッキドキ！ LOVEメール」（2001年4月11日）至「気がつけば あなた」（2005年9月21日）共連續17張單曲紀錄。）

## 作品

### 單曲
（格式為日文；羅馬拼音；中譯）
- 2001年
  - 4月11日 -  dokki dokki! LOVE mail（愛的郵件）
  - 6月13日 - Tropical koishiteru（熱帶戀曲）
  - 9月5日 -  LOVE namida iro（LOVE淚色）
  - 11月28日 -  100 kai no KISS（100個吻）
- 2002年
  - 2月6日 -  momoiro kataomoi（粉紅色單戀）
  - 5月29日 -  Yeah! meccha holiday（Yeah！超級假期）
  - 9月19日 -  The bigaku（The美學）
  - 12月11日 -  sougen no hito（草原之人）
- 2003年
  - 3月12日 -  ?ne~e?（ㄟ～？）
  - 6月4日 -  GOOD BYE natsuo（GOOD BYE夏男）
  - 9月26日 - THE LAST NIGHT（最後一夜）
- 2004年
  - 1月28日 -  kiseki no kaori dance.（奇跡的香舞）
  - 3月10日 -  hyacinth（風信子）
  - 7月14日 -  YOUR SONG ~seishun sensei~（Your Song ～青春宣誓～）
  - 10月20日 -  watarasebashi（渡良瀨橋）
- 2005年
  - 2月23日 -  zutto suki de iidesuka（一直喜歡你，好嗎？）
  - 9月21日 -  ki ga tsukeba anata（驀然發現有你）
- 2006年
  - 2月1日 -  suna wo kamuyouni...NAMIDA（像在咀嚼沙子一樣・・・眼淚）
- 2007年
  - 8月29日 -  Egao（笑顏）
- 2008年
  - 5月21日 -  Kizuna(羈絆)
- 2009年
  - 2月11日 -  Chocolate Tamashii(巧克力魂)

### 銷量
| #  | 單曲名稱                                                           | 販賣時間           | 最高名次 | 累積銷量 | 進榜週數 |
| -- | ------------------------------------------------------------------ | ------------------ | -------- | -------- | -------- |
| 1  | "ドッキドキ! Loveメール"                                           | April 11, 2001     | #10      | 72,070   | 6        |
| 2  | "Tropical Koishiteru"（）                                          | June 13, 2001      | #7       | 64,490   | 6        |
| 3  | "Love Namidairo"（）                                               | September 5, 2001  | #3       | 172,340  | 9        |
| 4  | "100Kai no Kiss"（）                                               | November 28, 2001  | #2       | 102,820  | 7        |
| 5  | "Momoiro Kataomoi"（）                                             | February 6, 2002   | #2       | 224,480  | 13       |
| 6  | "Yeah! Meccha Holiday"（）                                         | May 29, 2002       | #2       | 130,960  | 19       |
| 7  | "The Bigaku"（）                                                   | September 19, 2002 | #2       | 115,480  | 18       |
| 8  | "Sōgen no Hito"（）                                                | December 11, 2002  | #2       | 92,995   | 11       |
| 9  | "Ne~e?"（）                                                        | March 12, 2003     | #3       | 121,776  | 10       |
| 10 | "Good Bye Natsuo"（）                                              | June 4, 2003       | #3       | 88,483   | 11       |
| 11 | "The Last Night"                                                   | September 26, 2003 | #3       | 57,451   | 8        |
| 12 | "Kiseki no Kaori Dance"（）                                        | January 28, 2004   | #3       | 80,322   | 7        |
| 13 | "Hyacinth"（）                                                     | March 10, 2004     | #7       | 56,400   | 13       |
| 14 | "Your Song ~Seishun Sensei~"（） Theme song of "Aijo Ippon!"       | July 14, 2004      | #3       | 41,306   | 10       |
| 15 | "Watarasebashi"（，"Watarase Bridge"）†                            | October 20, 2004   | #6       | 47,857   | 6        |
| –  | "Tensai! Let's Go Ayayamu"（） Theme song of "Hamtaro the Movie 4" | November 26, 2004  | #47      | 8,223    | 5        |
| 16 | "Zutto Suki de Ii desu ka"（）                                     | February 23, 2005  | #7       | 45,022   | 8        |
| 17 | "Ki ga Tsukeba Anata"（）                                          | September 21, 2005 | #5       | 56,822   | 9        |
| 18 | "Suna wo Kamu you ni... Namida"（）                                | February 1, 2006   | #14      | 20,212   | 5        |
| 19 | "Egao"（）                                                         | August 29, 2007    | #16      | 13,286   | 5        |
| 20 | "Kizuna"（）                                                       | May 21, 2008       | #20      | 6,007    | 3        |
| 21 | "Chocolate Damashii"（）††                                         | February 11, 2009  | #19      | 4,028    | 2        |
| 22 | "Futari Osaka"（）                                                 | March 29, 2011     |          |          |          |
| 23 | "Subject: Sayonara"（）                                            | December 20, 2011  |          |          |          |

† A cover of Chisato Moritaka's 1993 original. The bridge in the title is one of twelve bridges that cross the Watarase River in the city of Ashikaga.
†† Last release within Hello! Project, as she graduated soon after its release.

### 專輯
- 2002年
  - 1月1日 -  First KISS
- 2003年
  - 1月29日 - T.W.O.
- 2004年	
  - 1月1日 - X3（Triple）
- 2005年
  - 3月24日 - 松浦亜弥ベスト1
- 2006年
  - 11月29日 - Naked Songs
- 2007年
  - 10月10日 - ダブルレインボウ
- 2009年
  - 1月21日 - 想いあふれて
- 2010年
  - 11月24日 - Click you Link me

### 銷量
| # | 專輯名稱              | 販賣時間          | 最高名次 | 累積銷量 | 進榜週數 |
| - | --------------------- | ----------------- | -------- | -------- | -------- |
| 1 | ファーストKISS        | January 1, 2002   | #2       | 301,530  | 13       |
| 2 | T.W.O                 | January 29, 2003  | #2       | 316,986  | 18       |
| 3 | X3                    | January 1, 2004   | #10      | 124,939  | 9        |
| 4 | 松浦亜弥ベスト1       | March 24, 2005    | #2       | 121,361  | 13       |
| 5 | Naked Songs           | November 29, 2006 | #24      | 18,961   | 3        |
| 6 | ダブル レインボウ     | October 10, 2007  | #22      | 12,536   | 3        |
| 7 | 想いあふれて          | January 21, 2009  | #29      | 5,821    | 2        |
| 8 | Click you, Link Me    | November 24, 2010 | #72      | 3,007    | 2        |
| 9 | 10th Anniversary Best | December 21, 2011 | #56      | 3,053    | 2        |

## DVD
- 2002
  - 2002/08/07 松浦亜弥FIRST CONCERT TOUR 2002春“FIRST DATE”at東京国際フォーラム『ゲスト出演平家みちよ･メロン記念日』
  - 2002/10/09 松浦シングルMクリップス1
  - 2002/12/11 美‧少女日記 I‧II

- 2003年
  - 2003/02/19 Yeah!めっちゃライブat中野サンプラザ『ゲスト出演稲葉貴子‧メロン記念日』
  - 2003/02/26 アロハロ！松浦亜弥DVD
  - 2003/03/12 シングルV「ね～え？」
  - 2003/05/21 ミュージカル 草原の人
  - 2003/06/04 シングルV「GOOD BYE 夏男」
  - 2003/09/18 コンサートツアー2003春～松リングPINK～『ゲスト出演稲葉貴子』
  - 2003/09/26 シングルV「THE LAST NIGHT」

- 2004年
  - 2004/01/28 シングルV「奇跡の香りダンス。」
  - 2004/02/04 松浦亜弥コンサートツアー 2003 秋 ～あややヒットパレード！～『ゲスト出演稲葉貴子』
  - 2004/04/14 松浦亜弥シングルVクリップス2
  - 2004/05/12 ミュージカル リアルオーディション！!
  - 2004/07/07 アロハロ！2 松浦亜弥DVD
  - 2004/07/28 シングルV「YOUR SONG～青春宣誓～」
  - 2004/08/11 松浦亜弥コンサートツアー2004春～私と私とあなた～
  - 2004/11/10 シングルV「渡良瀬橋」
  - 2004/12/01 松浦亜弥コンサートツアー2004秋～松◇クリスタル◇代々木スペシャル

- 2005年
  - 2005/03/02 シングルV「ずっと 好きでいいですか」
  - 2005/07/20 松浦亜弥コンサートツアー2005春 101回目のKISS～HAND IN HAND～『全国9ヶ所にて行われた松浦亜弥*2005年春のコンサートツアーから、5/5中野サンプラザ公演を收錄。ゲスト出演メロン記念日。 』
  - 2005/9/28 シングルV「気がつけば あなた」
  - 2005/12/07 ハロ☆プロ パーティ～！2005 ～松浦亜弥キャプテン公演～『松浦亜弥＆W＆メロン記念日が出演しているコンサートツアー6/25神戸ポートピアホール公演を收錄したライブDVD発売！』

- 2006年
  - 2006/02/08 シングルV「砂を噛むように‧‧‧NAMIDA」
  - 2006/03/29 砂を噛むように‧‧‧NAMIDA～スタジオライブ～ 『生バンド（7人編成）をバックに松浦亜弥が初めてのスタジオライブを收錄。』
  - 2006/9/6 松浦亜弥コンサートツアー2006春 ～OTONA no NAMIDA～『２００６年６月２５日に東京厚生年金会館で行われた、コンサートの模様を收錄！ゲスト：カントリー娘。 』
  - 2006/10/25 Live in 上海 『2006年6月9日、中国は上海、ライブハウスＡＲＫで行われたライブ映像を收錄！』

- 2007年
  - 2007/01/17 松浦亜弥コンサートツアー2006秋『進化ノ季節‧‧‧』 『アイドルからシンガーへと過渡期を迎え、さらに進化する松浦亜弥の２００６年１０月２２日に東京厚生年金会館で行われたコンサートの模様を收錄！』
  - 2007/09/12 シングルV「笑顔」

- 2008年
  - 2008／01／23 「松浦亜弥コンサートツアー2007秋～ダブル レインボウ～」
  - 2008/06/04 シングルV「きずな」

## 參與團體

### 洗牌團體
- 三人祭（2001年）
- おどる11（2002年）
- SALT5（2003年）
- H.P.オールスターズ（2004年）

### 限定團體
- ごまっとう（2002年）
- 後浦なつみ（2004-2005年）
- DEF.DIVA（2005-2006年）
- GAM（松浦亞彌&藤本美貴：Great Aya & Miki的簡稱）（2006年）
- Gatas Brilhantes H.P.（2003-2004年）
- あややムwithエコハムず（2004-2005年）

## 電視劇
- 美‧少女日記
- 美‧少女日記【ドラマ編】
- 最後的家族
- 亜弥のDNA
- 天使の歌声～小児病棟の奇跡～
- 忠臣藏
- 足球少女的青春
- ふたり～私たちが選んだ道～
- 愛情一本
- 那個黑髮的女人
- THE QUIZ SHOW
- 愛情新呼吸（客串）

## 電影
- 青之炎
- 哈姆太郎的繪本塔（配音）
- YoYo高校刑警（臺灣舊譯：太妹刑警）

## 舞台劇
- ミュージカル草原の人
- リアルオーディション！！
- リボンの騎士（松浦亜弥Ver.）
- すけ★だち

## 廣告代言
- 資生堂
- 心漾Q桃香洗髮乳、潤髮乳系列
- Tessera洗髮乳、潤髮乳系列
- 肌水
- Mitsuya蘇打水
- 午後の紅茶
- 洋服の青山
- 日清UFO泡麵
- 日本廣告日
- Epson印表機
- SUZUKI機車
- pocky餅乾
- Pretz餅乾
- ＣＭのＣＭキャンペーン
- ぷよぷよフィーバーPS2遊戲
- 江崎グリコ
- 日本郵政公社

## 外部連結
- Hello! Project 台灣私設歌迷俱樂部 （页面存档备份，存于）